# Ewald Roscher
Ewald Roscher (* 19. November 1927 in Gottesgab, Tschechoslowakei; † 21. Januar 2002 in Karlsruhe) war zunächst selbst aktiver Skispringer, dann Bundestrainer der Skispringer in Deutschland und der Schweiz. Als solcher galt er weltweit als der Skiprofessor von Baden-Baden, seinem Wohnort.

## Werdegang
Roscher begann früh im Alter von sechs Jahren mit dem nordischen Skisport und dem Skispringen. Später wechselte er jedoch in den alpinen Skisport. Mit 14 Jahren wurde er Reichssieger in der Kombination aus Abfahrt und Slalom.
Am 6. Januar 1953 war Roscher im Kader des Eröffnungsspringens der Kreuzbergschanze vor 8000 Zuschauern. Beim Osterspringen 1959 in Klingenthal nahm er als erster westdeutscher Springer an einem Wettbewerb in der damaligen DDR teil. Im gleichen Jahr wurde er (in Warmensteinach/Fichtelgebirge) Deutscher Meister und beendete danach seine aktive Karriere als Skispringer. Ein Jahr später wurde er vom DSV zum Trainer der deutschen Nationalmannschaft der Skispringer berufen. Von 1960 bis 1968 betreute Roscher die deutschen Athleten.
In diesen Jahren war er maßgeblich zusammen mit Wolfgang Happle, Georg Thoma, und Heini Ihle an der Entwicklung eines neuen Sprungskis beteiligt, der mit 250 Gramm Blei, unsichtbar am Ende der Sprungski eingeleimt, 20 cm mehr Vorderski hatte und damit die Aufliegeeigenschaft der Springer revolutionierte. Seine Glanzzeit erlebte Roscher nach 1968 als Trainer des Schweizer Teams, wo er mit Hans Schmid und Walter Steiner große Erfolge feierte.
Nach den Olympischen Winterspielen 1980 kehrte Roscher zum DSV zurück und erreichte mit seinen Springern Achtungserfolge, besonders ab 1984 mit Dieter Thoma, dessen Onkel Georg Thoma er bereits bei den Winterspielen in Squaw Valley trainiert hatte. Roscher war derjenige, der Dieter Thoma als jüngsten Teilnehmer für die Vierschanzentournee 1984/85 nominierte.
Bis 1988 war Roscher Cheftrainer der deutschen Springer, bis er von Rudi Tusch abgelöst wurde. Er war ein Mann, der zeit seines Lebens kein Blatt vor den Mund nahm. Diese Eigenschaft hatte ihm immer wieder Probleme mit dem DSV eingebracht. Sein bekanntester Ausspruch ist: 20 Prozent eines Springers sind Talent, 80 Prozent sind harte Arbeit.
Von 1988 bis 1992 arbeitete Roscher beim DSV noch als Nachwuchstrainer. Zudem arbeitete er in der Biomechanik mit und nebenher als Fernseh-Kommentator beim ZDF.

## Privates
Roscher wuchs als eines von vier Kindern in Nordböhmen auf. Bereits sein Vater war als nordische Skisportler aktiv. Er starb beim Schwarzwälder Ski-Marathon. Bereits während der Schulzeit entdeckte man Roschers pädagogische Ader. In seiner späteren Heimat Baden-Baden erlernte er den Beruf eines Malers, den bereits sein Vater ausgeübt hatte. Später erwarb er den Meistergrad, jedoch übte er den Beruf nur selten aus.
Roscher, der selbst drei Kinder hat, bildete sich neben seiner Tätigkeit als Skisprungtrainer auch in anderen Sportarten weiter oder erweiterte seinen Wissensschatz im Bereich der Psychologie. So befasste er sich neben dem Bogenschießen auch mit autogenem Training sowie Muskelentspannungs- und Yoga-Techniken.
Bruno Moravetz charakterisierte Roscher später als Erzieher und Bildner von jungen Menschen.